# Cedar Point (Illinois)
Cedar Point és una vila dels Estats Units a l'estat d'Illinois. Segons el cens del 2000 tenia 262 habitants.

## Demografia
Segons el cens del 2000, Cedar Point tenia 262 habitants, 117 habitatges, i 78 famílies. La densitat de població era de 99,2 habitants/km².
Dels 117 habitatges en un 23,1% hi vivien nens de menys de 18 anys, en un 49,6% hi vivien parelles casades, en un 12% dones solteres, i en un 32,5% no eren unitats familiars. En el 26,5% dels habitatges hi vivien persones soles el 14,5% de les quals corresponia a persones de 65 anys o més que vivien soles. El nombre mitjà de persones vivint en cada habitatge era de 2,24 i el nombre mitjà de persones que vivien en cada família era de 2,61.
Per edats la població es repartia de la següent manera: un 18,7% tenia menys de 18 anys, un 9,9% entre 18 i 24, un 25,6% entre 25 i 44, un 25,6% de 45 a 60 i un 20,2% 65 anys o més.
L'edat mediana era de 40 anys. Per cada 100 dones de 18 o més anys hi havia 95,4 homes.
La renda mediana per habitatge era de 41.875 $ i la renda mediana per família de 48.750 $. Els homes tenien una renda mediana de 36.250 $ mentre que les dones 19.500 $. La renda per capita de la població era de 18.988 $. Aproximadament el 4% de les famílies i el 3% de la població estaven per davall del llindar de pobresa.

## Poblacions properes
El següent diagrama mostra les poblacions més properes.